# Darelius
Darelius är en släkt från Västergötland, vars stamort ska vara gården Torkelsryd i Brandstorps socken, som var kapell under Daretorps pastorat. Namnet antas vara taget efter Daretorp.
Släkten utgrenar sig från bröderna Nikolaus Darelius (död 1684), kyrkoherde i Härja i Västergötland, och Johan Andersson Darelius (1632–1694), lagläsare i flera härader i Västergötland och bosatt i Älvastorp, Alboga socken. 
En sonson till Johan Andersson Darelius, medicine doktorn och assessorn Johan Darelius (1718–1780), adlades 1770 af Darelli.
Flera grenar av släkten har förkortat släktnamnet till Darell.

## Personer som tillhör släkten
- Johan Darelius, adlad af Darelli, (1718–1780), läkare.
- Carl Fredrik Darell (född 1813), miniatyr- och porträttmålare.
- Tore Darelius (1923–2005), inredningsarkitekt.

### Tryckt litteratur
- Darelius, Karl (1955). Några uppgifter rörande släkten Darelius. Höör: eget förlag. – Den opaginerade skriften, som omfattar 10 tryckta sidor, saknas i Libris.

### Otryckta källor
- Riksarkivet, Täby: Genealogica, volym 225, sid. 220–222: Settergrens släktbok (avskrift): Darelius och Darell, tillgänglig i ArkivDigital (v914915.b1370.s221).